# BioShock 2
BioShock 2 é um jogo eletrônico de tiro em primeira pessoa desenvolvido pela 2K Marin e Digital Extremes e publicado pela 2K Games. Foi lançado para as plataformas Microsoft Windows, Xbox 360 e PlayStation 3 em Fevereiro de 2010; a versão japonesa foi lançada em Março de 2010 e a versão para Mac OS X, produzida pela Feral Interactive, em Março de 2012. O jogo é a sequela de BioShock.
O enredo de BioShock 2 se passa 9 anos após os eventos do primeiro jogo. Você assume o controle de Delta, um Big Daddy em meio ao caos que se encontra a cidade submarina fictícia de Rapture. A principal vilã do jogo é agora,  Sofia Lamb, uma teóloga que disputou o controle de Rapture contra Andrew Ryan e agora luta contra Delta pela proteção de sua filha, Eleanor, uma ex-Little Sister que amava Delta e quer ajudá-lo a derrotar sua mãe. Para derrotar os inimigos, seu personagem possui diversas armas e os plasmídeos, que lhe dá diversos poderes únicos para serem usados como defesas ou ataques. Como no primeiro jogo, BioShock 2 possui traços de survival horror e de jogos em role-playing (RPG).
O jogo recebeu críticas positivas principalmente pelas melhoras feitas em relação a seu antecessor em diversos quesitos. O jogo possui uma continuação, intitulada BioShock Infinite, desenvolvida pela Irrational Games, esta não tendo uma relação direta com os dois primeiros títulos da série.

## Jogabilidade
Diferente de seu antecessor, BioShock 2 possui uma campanha single-player e modos competitivos multiplayer. A jogabilidade é, basicamente, a mesma. O jogador dispõe de uma combinação de armas e dos poderes especias (os plasmídeos) para combater os inimigos. A diferença é que, desta vez, você estará controlando um Big Daddy tendo, portanto, uma melhora nas armas. Pistolas, espingardas e outras armas presentes no jogo sofreram adaptações que deram um aumento no dano. Além disso, caso a munição se esgote, a personagem ainda dispõe de uma broca.
Os plasmídeos também sofreram mudanças. Mesmo tendo como arsenal os mesmos poderes do jogo anterior, agora eles podem ser moldados, tendo como resultados formas diferentes deles agirem.